# Gouex
Gouex (prononcé [gwɛks] ; orthographié localement Gouëx) est une commune du Centre-Ouest de la France, située dans le département de la Vienne en région Nouvelle-Aquitaine. Située sur la rive gauche de la Vienne.

## Géographie
Les habitants de Gouex sont appelés les Gouexiens et les Gouexiennes, parfois Gouexquis et Gouexquises.

### Localisation
Située à environ 7 km au sud de Lussac-les-Châteaux et à 44 km de Poitiers, la commune est bordée à l'est par la Vienne qui la sépare de Persac au sud-est et de Lussac-les-Châteaux au nord-est. En outre d'être bordé par la Vienne, le territoire communal est traversé par Le Goberté (issu du Mortaigues), affluent de la Vienne.
La commune est proche du parc naturel régional de la Brenne.

### Communes limitrophes
|          | Mazerolles | Lussac-les-Châteaux |
| Bouresse | Gouex      | Persac              |
|          | Queaux     |                     |

### Géologie et relief
La région de Gouex présente un paysage de plaines vallonnées plus ou moins boisées et de vallées. Le terroir se compose :
- sur les plateaux du seuil du Poitou :
  - pour 5 % d'argile à silex peu profonde,
  - pour 65 % de terres de brandes,
  - pour 7 % de bornais : ce sont des sols brun clair sur limons, profonds et humides, à tendance siliceuse.
- dans les vallées étroites et encaissées et les terrasses alluviales, pour 23 % de calcaire.

La lande est, ici, de type atlantique: elle est souvent dominée par la Bruyère arborescente et l’Ajonc d’Europe qui constituent un couvert difficilement pénétrable pouvant atteindre 3 m de hauteur. Dans ce cas, la lande prend le nom régional de « brandes ». C’est un espace issu de la dégradation et de l’exploitation intensive de la forêt originelle. La lande couvrait jusqu’à la fin du XIXe siècle plusieurs dizaines de milliers d’hectares (90 000 hectares pour le département de la Vienne vers 1877). Cette terre a été largement mise en culture à la suite de défrichements ou boisée avec du pin maritime. Il s’agit maintenant d’espaces marginaux et menacés car considérés comme « improductifs ». Pourtant, la lande joue un rôle majeur pour une biodiversité qui s’est adaptée et a survécu en leur sein et il s’agit également d’un espace refuge pour de nombreuses espèces de mammifères.
En 2006, 76 % de la superficie de la commune était occupée par l'agriculture, 20,2 % par des forêts et des milieux semi-naturels, 2,1 par des surfaces en eau et 1,7 % par des zones construites et aménagées par l'homme (voirie). La présence de milieux naturels et semi-naturels riches et diversifiés sur le territoire communal permet d’offrir des conditions favorables à l’accueil de nombreuses espèces pour l'accomplissement de leur cycle vital (reproduction, alimentation, déplacement, refuge). Forêts, landes, prairies et pelouses, cours d’eau et zones humides… constituent ainsi des cœurs de biodiversité et/ou de véritables corridors biologiques.

### Hydrographie
La commune est traversée par 8,6 km de cours d'eau dont les principaux sont le Goberté sur une longueur de 4,7 km, la Vienne sur une longueur de 2,3 km et le Mortaigues sur une longueur de 1,6 km.

### Climat
Pour des articles plus généraux, voir Climat de la Nouvelle-Aquitaine et Climat de la Vienne.
Historiquement, la commune est exposée à un climat océanique du nord-ouest.  
En 2020, Météo-France publie une typologie des climats de la France métropolitaine dans laquelle la commune est exposée à un climat océanique altéré et est dans la région climatique  Poitou-Charentes, caractérisée par un bon ensoleillement, particulièrement en été et des vents modérés.
Pour la période 1971-2000, la température annuelle moyenne est de 12 °C, avec une amplitude thermique annuelle de 14,9 °C. Le cumul annuel moyen de précipitations est de 800 mm, avec 11,4 jours de précipitations en janvier et 6,7 jours en juillet. Pour la période 1991-2020, la température moyenne annuelle observée sur la station météorologique la plus proche, située sur la commune de Montmorillon à 15,36 km à vol d'oiseau, est de 0,0 °C et le cumul annuel moyen de précipitations est de 0,0 mm,. Pour l'avenir, les paramètres climatiques de la commune estimés pour 2050 selon différents scénarios d’émission de gaz à effet de serre sont consultables sur un site dédié publié par Météo-France en novembre 2022.

### Voies de communication et transports
La principale route passant sur son territoire est l'ancienne route nationale 727 reliant Civray au sud-ouest du département à Montmorillon,  la sous-préfecture la plus proche au nord-est (à 20 km). 
La principale route traversant le Bourg est la route départementale 25 reliant Lussac-les-Châteaux à la  route nationale 10 au niveau de Chaunay,  et par prolongation au département des Deux-Sèvres.
Le bourg est également traversé par la D 31 qui relie Adriers, à l'est du département à Marçay, à l'ouest.
Les gares et les halte ferroviaires les plus proches du village sont :
- la gare de Lussac-les-Châteaux à 5,1 km,
- la gare de Montmorillon à 15,7 km,
- la gare de Mignaloux-Nouaillé à 27,4 km,
- la gare de Lathus à 21,8 km

Les aéroports les plus proches de la commune sont:
- aéroport international Angoulême-Cognacà 79 km,
- aéroport de Poitiers-Biard à 38 km,
- aérodrome de Niort - Souché à 84 km.
- aéroport de Limoges-Bellegarde à 68 km.

## Urbanisme

### Typologie
Au 1er janvier 2024, Gouex est catégorisée commune rurale à habitat dispersé, selon la nouvelle grille communale de densité à sept niveaux définie par l'Insee en 2022.
Elle est située hors unité urbaine et hors attraction des villes,.

### Occupation des sols
L'occupation des sols de la commune, telle qu'elle ressort de la base de données européenne d’occupation biophysique des sols Corine Land Cover (CLC), est marquée par l'importance des territoires agricoles (74 % en 2018), en diminution par rapport à 1990 (76,1 %). La répartition détaillée en 2018 est la suivante : 
zones agricoles hétérogènes (39,9 %), terres arables (34,1 %), forêts (20 %), eaux continentales (2,1 %), zones urbanisées (2 %), mines, décharges et chantiers (1,9 %). L'évolution de l’occupation des sols de la commune et de ses infrastructures peut être observée sur les différentes représentations cartographiques du territoire : la carte de Cassini (XVIIIe siècle), la carte d'état-major (1820-1866) et les cartes ou photos aériennes de l'IGN pour la période actuelle (1950 à aujourd'hui).

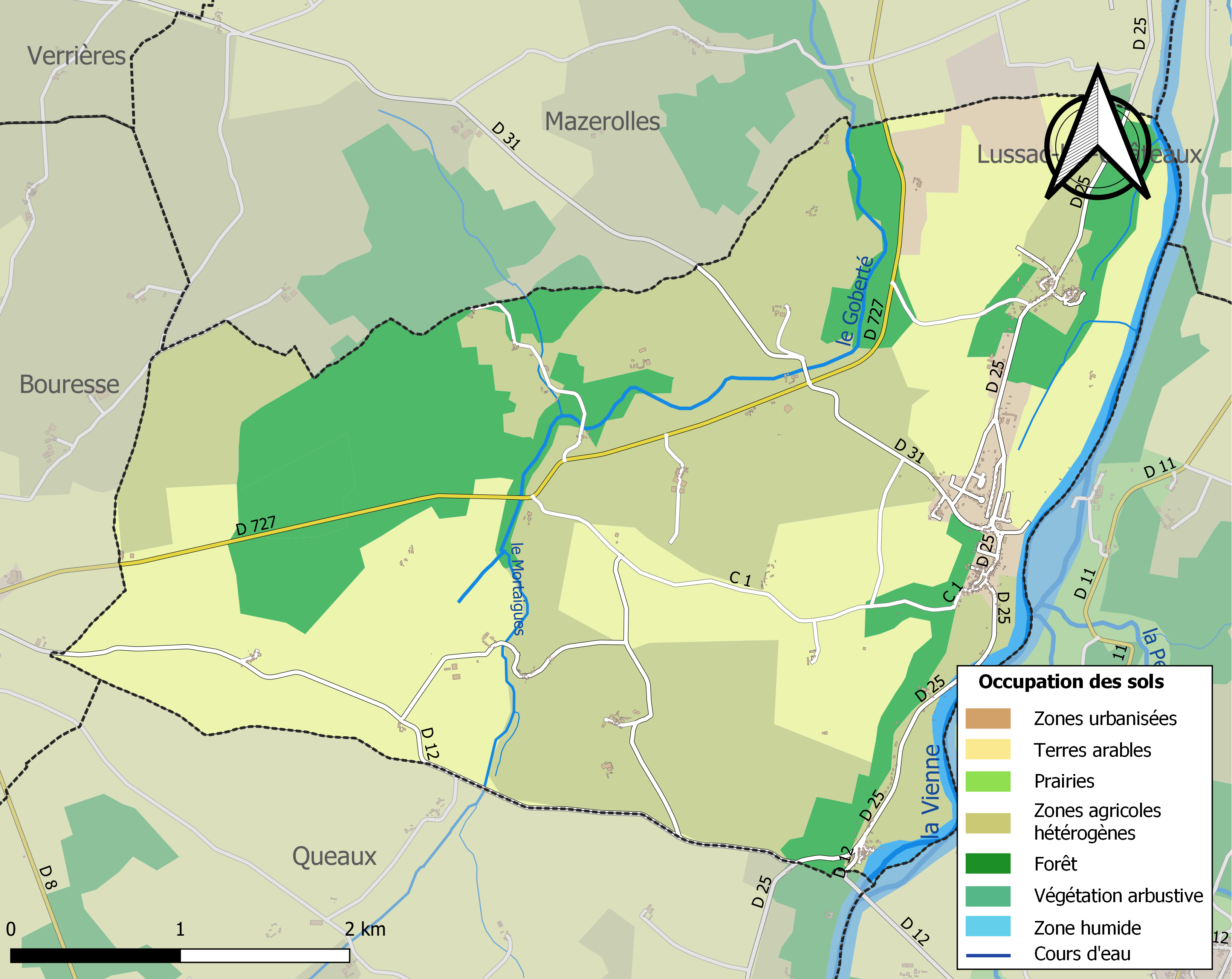
Carte des infrastructures et de l'occupation des sols de la commune en 2018 (CLC).

### Risques majeurs
Le territoire de la commune de Gouex est vulnérable à différents aléas naturels : météorologiques (tempête, orage, neige, grand froid, canicule ou sécheresse), inondations, mouvements de terrains et séisme (sismicité faible). Il est également exposé à trois risques technologiques,  le transport de matières dangereuses et la rupture d'un barrage et le risque nucléaire. Un site publié par le BRGM permet d'évaluer simplement et rapidement les risques d'un bien localisé soit par son adresse soit par le numéro de sa parcelle.

#### Risques naturels
Certaines parties du territoire communal sont susceptibles d’être affectées par le risque d’inondation par débordement de cours d'eau, notamment la Vienne, la Blourde et le Goberté. La commune a été reconnue en état de catastrophe naturelle au titre des dommages causés par les inondations et coulées de boue survenues en 1982, 1983, 1993, 1995, 1999 et 2010,. Le risque inondation est pris en compte dans l'aménagement du territoire de la commune par le biais du plan de prévention des risques inondation (PPRI) de la « vallée de la Vienne "amont" - Section Availles-Limouzine/Valdivienne », approuvé le 24 décembre 2009 et par le PPRI « Vienne Communauté de Communes Vienne et Gartempe (CCVG) », prescrit le 28 janvier 2021.

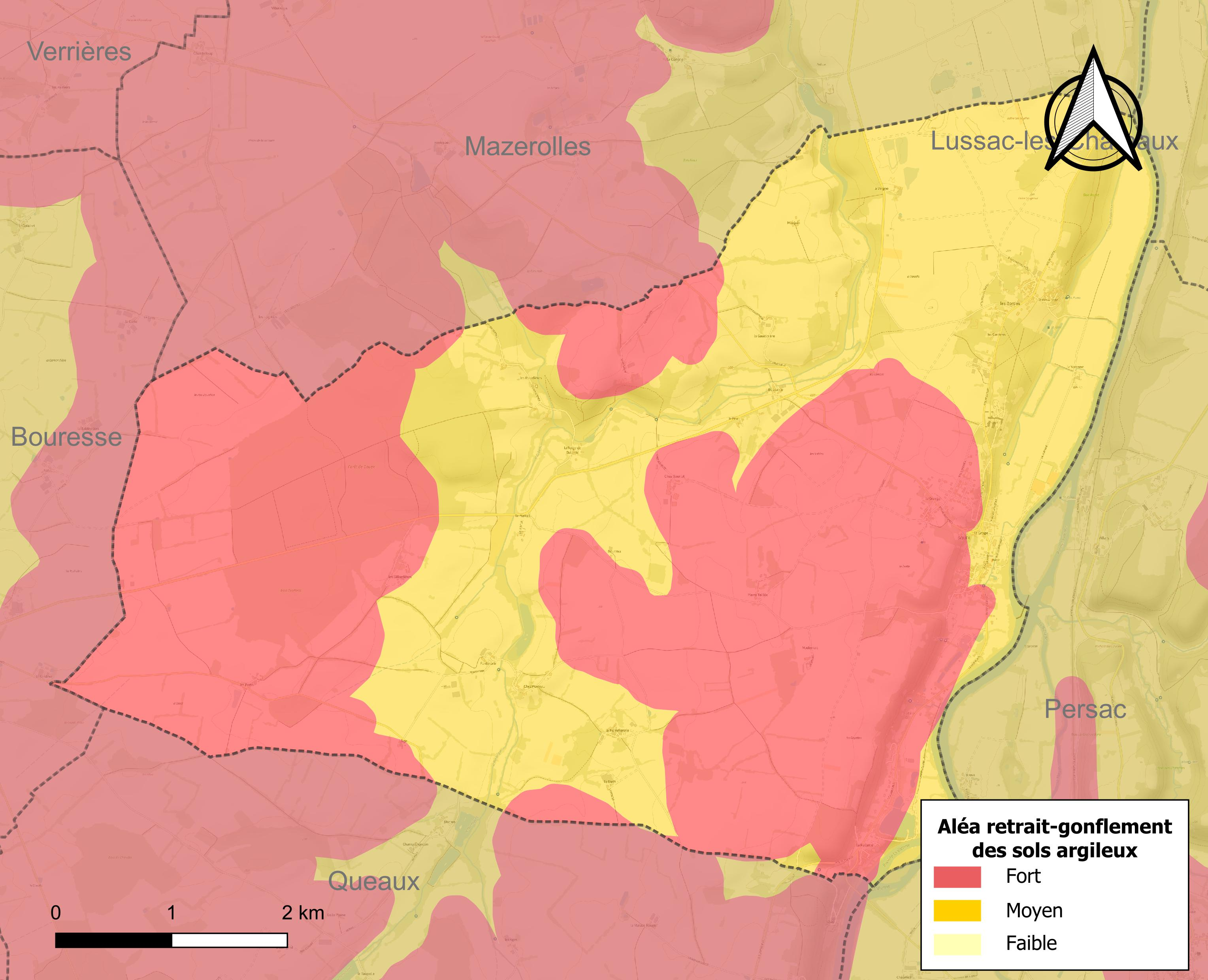
Carte des zones d'aléa retrait-gonflement des sols argileux de Gouex.

Les mouvements de terrains susceptibles de se produire sur la commune sont des affaissements et effondrements liés aux cavités souterraines (hors mines) et des tassements différentiels. Afin de mieux appréhender le risque d’affaissement de terrain, un inventaire national permet de localiser les éventuelles cavités souterraines sur la commune. Le retrait-gonflement des sols argileux est susceptible d'engendrer des dommages importants aux bâtiments en cas d’alternance de périodes de sécheresse et de pluie. La totalité de la commune est en aléa moyen ou fort (79,5 % au niveau départemental et 48,5 % au niveau national). Depuis le 1er octobre 2020, en application de la loi ÉLAN, différentes contraintes s'imposent aux vendeurs, maîtres d'ouvrages ou constructeurs de biens situés dans une zone classée en aléa moyen ou fort,.
La commune a été reconnue en état de catastrophe naturelle au titre des dommages causés par des mouvements de terrain en 1999 et 2010.

#### Risques technologiques
La commune est en outre située en aval des barrages de Lavaud-Gelade et de Vassivière dans la Creuse, des ouvrages de classe A. À ce titre elle est susceptible d’être touchée par l’onde de submersion consécutive à la rupture d'un de ces ouvrages.
La commune étant située dans le périmètre du plan particulier d'intervention (PPI) de 20 km autour de la centrale nucléaire de Civaux, elle est exposée au risque nucléaire. En cas d'accident nucléaire, une alerte est donnée par différents médias (sirène, sms, radio, véhicules). Dès l'alerte, les personnes habitant dans le périmètre de 2 km se mettent à l'abri. Les personnes habitant dans le périmètre de 20 km peuvent être amenées, sur ordre du préfet, à évacuer et ingérer des comprimés d’iode stable,,.

## Toponymie
Le nom du village dérive de l'anthroponyme romain Gaudius. En 1793, la commune s'appelait Gonex. Sur les cartes de Cassini, la commune s'appelle Goix.[réf. nécessaire]

## Préhistoire
La grotte du Bois Ragot fut découverte en 1968, sur les indications d'une habitante, par Henri Reigner, André et Sylvie Chollet au cours d'une campagne de prospection archéologique et paléontologique sur la commune de Gouex. Son occupation préhistorique est avérée pour la période 13400-12400. L'étude des restes fauniques montre des préférences saisonnières dans les pratiques de chasse :
	- grande faune : d'avril à octobre. 
	- lièvres : juillet-février, 
	- poissons : d'octobre à juillet, 
	- harfangs : en hiver,
Parmi les vestiges osseux de la période de Bolling  -11 000/ -10 000 figuraient de nombreux restes d’oiseaux déterminés par Véronique Laroulandie 
Aigle royal (Aquila chrysaetos)
Canard colvert (Anas platyrhyncos)
Canard souchet (Anas clypeata)
Cygne chanteur (Cygnus Cygnus)
Grand Corbeau (Corvus corax)
Grue (Grue sp)
Harfang (Nyctea scandiaca)
Hibou grand-duc (Bubo bubo)
Lagopède (Lagopus sp)
Oie (Anser sp.)
Râle des genêts (Crex crex)
Les ossements d'Harfang présentent des traces de boucherie, montrant que cet oiseau était chassé pour sa viande.

## Histoire
Une usine de production des métaux ferreux a été créée aux environs de 1655 au creux de la vallée du ruisseau de Goberté. Une digue jetée en travers permettait d'utiliser la force hydraulique. L'entreprise fut réunie à celle de Lhommaizé en 1787. Le haut fourneau cessa son activité des 1791, en raison de l'insuffisance du cours d'eau.  En 1823, il n'existait plus qu'un seul feu de forge et un marteau, et le haut fourneau était en ruine. Toute l'activité cessa en 1835 et les bâtiments furent démolis l'année suivante, à l'exception du logement patronal et de la halle à fer transformés en ferme, alors que l'étang est asséché et mis en culture.
En 1945, pour fêter la Libération et le retour de la République, un arbre de la liberté est planté (un noyer).

## Politique et administration

### Intercommunalité
Depuis 2015, Gouex est dans le canton de Lussac-les-Châteaux (No 10) du département de la Vienne. Avant la réforme des départements, Gouex était dans le canton No 14 de Lussac-les-Châteaux dans la 3e circonscription.
Depuis le 1er janvier 2019, la commune fait partie, comme toutes ses voisines de la Communauté de communes Vienne et Gartempe.
Elle faisait auparavant partie de la Communauté de communes du Lussacois.

### Liste des maires
| Période   | Période   | Identité       | Étiquette      | Qualité                                                         |
| --------- | --------- | -------------- | -------------- | --------------------------------------------------------------- |
| mars 1983 | mars 2001 | Robert Bon     | PCF            | Conseiller général du canton de Lussac-les-Châteaux (1994-2004) |
| mars 2001 | en cours  | Claude Daviaud | Sans Etiquette | Maire                                                           |

### Instances judiciaires et administratives
La commune relève du tribunal d'instance de Poitiers, du tribunal de grande instance de Poitiers, de la cour d'appel  Poitiers, du tribunal pour enfants de Poitiers, du conseil de prud'hommes de Poitiers, du tribunal de commerce de Poitiers, du tribunal administratif de Poitiers et de la cour administrative d'appel  de  Bordeaux, du tribunal des pensions de Poitiers, du tribunal des affaires de la Sécurité sociale de la Vienne, de la cour d’assises de la Vienne.

### Services publics
Les réformes successives de La Poste ont conduit à la fermeture de nombreux bureaux de poste ou à leur transformation en simple relais. Toutefois, la commune a pu maintenir le sien.

### Politique environnementale
Dans son palmarès 2024, le Conseil national de villes et villages fleuris de France a attribué une fleur à la commune.

## Population et société

### Démographie
L'évolution du nombre d'habitants est connue à travers les recensements de la population effectués dans la commune depuis 1793. Pour les communes de moins de 10 000 habitants, une enquête de recensement portant sur toute la population est réalisée tous les cinq ans, les populations de référence des années intermédiaires étant quant à elles estimées par interpolation ou extrapolation. Pour la commune, le premier recensement exhaustif entrant dans le cadre du nouveau dispositif a été réalisé en 2004.

En 2022, la commune comptait 473 habitants, en évolution de −6,34 % par rapport à 2016 (Vienne : +0,6 %, France hors Mayotte : +2,11 %).
| 1793 | 1800 | 1806 | 1821 | 1831 | 1836 | 1841 | 1846 | 1851 |
| ---- | ---- | ---- | ---- | ---- | ---- | ---- | ---- | ---- |
| 540  | 459  | 481  | 551  | 603  | 702  | 660  | 688  | 735  |

| 1856 | 1861 | 1866 | 1872 | 1876 | 1881 | 1886 | 1891 | 1896 |
| ---- | ---- | ---- | ---- | ---- | ---- | ---- | ---- | ---- |
| 727  | 709  | 704  | 700  | 692  | 763  | 728  | 745  | 734  |

| 1901 | 1906 | 1911 | 1921 | 1926 | 1931 | 1936 | 1946 | 1954 |
| ---- | ---- | ---- | ---- | ---- | ---- | ---- | ---- | ---- |
| 761  | 692  | 703  | 651  | 675  | 658  | 681  | 631  | 585  |

| 1962 | 1968 | 1975 | 1982 | 1990 | 1999 | 2004 | 2006 | 2009 |
| ---- | ---- | ---- | ---- | ---- | ---- | ---- | ---- | ---- |
| 586  | 584  | 557  | 555  | 513  | 513  | 534  | 539  | 481  |

| 2014 | 2019 | 2022 | - | - | - | - | - | - |
| ---- | ---- | ---- | - | - | - | - | - | - |
| 507  | 467  | 473  | - | - | - | - | - | - |

En 2008, selon l’INSEE, la densité de population de la commune était de 28 hab./km2, 61 hab./km2 pour le département, 68 hab./km2 pour la région Poitou-Charentes et 115 hab./km2 pour la France.
Les dernières statistiques démographiques pour la commune de Gouex ont été fixées en 2009 et publiées en 2012. Il ressort que la mairie administre une population totale de 496 personnes. À cela il faut soustraire les résidences secondaires (15 personnes) pour constater que la population permanente sur le territoire de  la commune est de 481 habitants.
La répartition par sexe de la population est la suivante:
- en 1999 : 48,1 % d'hommes et 51,9 % de femmes.
- en 2004 : 49,6 % d'hommes et 50,4 % de femmes.
- en 2010 : 51 % d'hommes pour 49 % de femmes.

En 2004 :
- Le nombre de célibataires était de : 28,4 % dans la population.
- Les couples mariés représentaient 58,2 % de la population, les divorcés 5,1 %.
- Le nombre de veuves et veufs était de 8,4 %.

### Enseignement
La commune de Gouex dépend de l'académie de Poitiers (rectorat de Poitiers) et son école primaire publique dépend de l'inspection académique de la Vienne. La commune est membre d'une union scolaire avec les communes de Queaux et Persac,  Gouex s'occupe des classes de CM1-CM2.
Elle dépend du secteur du collège de Lussac-les-Châteaux et des lycées (général, professionnel et agricole) de Montmorillon.

## Économie

### Industries
Il y deux entreprises qui exploitent des sablières-carrières : Les Sablières de Gouex et Iribarren Raymond & Fils sarl.

### Agriculture
Selon la direction régionale de l'Alimentation, de l'Agriculture et de la Forêt de Poitou-Charentes, il n'y a plus que 11 exploitations agricoles en 2010 contre 16 en 2000. 
34 % des surfaces agricoles sont destinées à la culture des céréales (blé tendre essentiellement mais aussi de l'orge), 14 % pour les oléagineux (colza et tournesol), 5 % pour les produits protéagineux, 35 % pour le fourrage et 2 % reste en herbes. En 2000, 2 hectares (0 en 2010) étaient consacrés à la vigne.
4 exploitations en 2010 (contre 6 en 2000) abritent un élevage, exclusivement destiné à la production de viande, important d'ovins (3 418 têtes en 2010 contre 2 539 têtes en 2000). L'élevage de volailles tout comme l'élevage a disparu en 2010 (respectivement 61 têtes sur 6 fermes et 216 têtes sur 3 exploitations en 2000).
Un élevage bovin d'environ 200 têtes est situé sur la commune.
La transformation de la production agricole est de qualité et permet aux exploitants d’avoir droit, sous conditions, aux appellations et labels suivants :
- Beurre Charente-Poitou (AOC)
- Beurre des Charente (AOC)
- Beurre des Deux-Sèvres (AOC)
- Veau du Limousin (IGP)
- Agneau du Poitou-Charentes (IGP)
- Porc du Limousin (IGP)
- Jambon de Bayonne (IGP)

### Tourisme
La commune dispose d'un camping de 30 places.
En 2009, la commune a acquis l’ancienne carrière Iribarren, d’une superficie de 7 hectares qui a aménagé un plan d’eau de 2 hectares pour la pêche et la promenade (le plan d'eau communal de la Rallerie). Les 5 hectares restants ont été mis à disposition de la (LPO (Ligue pour la protection des oiseaux)).
La commune propose deux sentiers de randonnées de 4 km chacun : « Le Goberté » et « Les coteaux des fadets ».
La commune possède l'une des plus vieilles piscines du département, celle-ci est ouverte de début juillet à début septembre ; l'entrée est gratuite pour les enfants de Gouex.

### Commerce
En 2015, il ne reste plus que deux commerces : une boulangerie et un salon de coiffure.
Il y a également un bar.

### Activité et emploi
Le taux d'activité était de 68,2 % en 2004 et 66,3 % en 1999.
Le taux de chômage en 2004 était de 11 % et en 1999, il était de 12,6 %.
Les retraités et les pré-retraités représentaient 29,4 % de la population en 2004 et 29,9 % en 1999.

## Culture locale et patrimoine

### Lieux et monuments
- Église Saint-Médard de Gouex. Elle est inscrite à l'Inventaire général du patrimoine culturel[38].

- Château des Escorcières. Château privé du XVII (communs), XVIII et XIX.

### Patrimoine naturel
La Carrière ainsi que l'Ile de la Rallerie sont deux sites classés espaces naturels sensibles (ENS).
Selon l'Inventaire des arbres remarquables de Poitou-Charentes, il y a trois arbres remarquables sur la commune qui sont situés dans le parc de la Mairie, à savoir un frêne à fleurs, un sapin d'Espagne et un tulipier de Virginie.

### Personnalités liées à la commune
- Paul Frotier de Bagneux (26 mars 1783, Gouex - 11 décembre 1858, château de la Pélissonnière), haut fonctionnaire et homme politique, préfet des Côtes-du-Nord, de Maine-et-Loire, député des Côtes-d'Armor.

## Sources